# Monitor (casa discografica)
La Monitor è stata una casa discografica italiana, attiva nella seconda metà degli anni settanta.

## Storia
La Monitor fu fondata da Carlo Nistri nel 1977, e pubblicò alcuni dischi fino al 1980, distribuiti dalla RCA Italiana.
La sede della casa discografica era a Roma.
Tra gli artisti sotto contratto per la Monitor: la showgirl Mita Medici, il gruppo Zafra, la cantautrice Chiara Grillo e Rinaldo Del Monte.

## Dischi
La datazione qui riportata si basa sull'etichetta del disco o sulla copertina; qualora nessuno di questi elementi abbia una datazione, è basata sulla numerazione del catalogo; talora è, infine, basata sul codice della matrice di stampa. Se esistenti, sono riportati, oltre all'anno, il mese e il giorno (quest'ultimo dato si trova, a volte, stampato sul vinile).

### 33 giri
| Numero di catalogo | Anno | Interprete        | Titoli           |
| ------------------ | ---- | ----------------- | ---------------- |
| ZPLMO 34076        | 1979 | Chiara Grillo     | La rondine       |
| ZPLMO 34078        | 1979 | Rinaldo Del Monte | È morta la paura |
| ZPLMO 34121        | 1980 | Zafra             | Concerto         |

### 45 giri
| Numero di catalogo | Anno | Interprete        | Titoli                                             |
| ------------------ | ---- | ----------------- | -------------------------------------------------- |
| ZBMO 7170          | 1979 | Chiara Grillo     | La rondine/Prigioniero                             |
| ZBMO 7171          | 1979 | Rinaldo Del Monte | È morta la paura/Il gallo                          |
| ZBMO 7172          | 1979 | Marina Valmaggi   | Oggi, domani e ieri/Sogno di un mutuato            |
| ZBMO 7173          | 1979 | Angelo Casali     | Ferrovecchio/Le veglie e i maghi                   |
| ZBMO 7174          | 1979 | Zafra             | I fuochi,l'acqua e il tempo/La danza della pioggia |
| ZBMO 7175          | 1979 | Piero Della Fonte | Grazie a te/Carnevale                              |
| ZBMO 7176          | 1980 | Enrico Marongiu   | Quartinas/Li corsicani                             |
| ZBMO 7216          | 1981 | Mita Medici       | Paletta palletta/Mago tango                        |
| ZB 42689           | 1989 | Los Marineros     | Timidi/Timidi (2)                                  |